# That Metal Show
That Metal Show est un talk-show de la chaîne câblée VH1, présenté par Eddie Trunk — un célèbre animateur américain — et ses deux coanimateurs Jim Florentine et Don Jamieson. L'émission est diffusée pour la première fois le 15 novembre 2008 aux États-Unis jusqu'au 9 mai 2015. Au Brésil, il était diffusé le mardi à 22 heures, avec des rediffusions le jeudi à 2 heures et le vendredi à 11 heures.
L'émission est considérée par le magazine Rolling Stone comme l'un des meilleurs programmes télévisés actuels (elle figure sur la liste des « 50 raisons de regarder la télévision maintenant »).

## Développement
L'émission se concentre sur des discussions sur divers sujets du passé et du présent du hard rock et heavy metal. Dans chaque épisode, l'émission reçoit une célébrité de la scène hard rock/heavy metal. Pendant l'interview, l'émission présente des programmes tels que Stump the Trunk, dans lequel les membres du public posent des questions à Eddie Trunk et si la réponse est fausse, le participant gagne un prix. Un autre programme est Throwdown, dans lequel les présentateurs et l'invité débattent pendant deux minutes des meilleurs moments et des plus grandes figures de l'histoire du metal.
L'émission accueille des personnalités telles que Rob Halford (Judas Priest), Ronnie James Dio et Geezer Butler (Heaven and Hell), Ace Frehley (ex-Kiss), Mike Portnoy (ex-Dream Theater), Geddy Lee et Alex Lifeson (Rush), parmi beaucoup d'autres.
Le 30 octobre 2011, l'émission interviewe Axl Rose et DJ Ashba (Guns N' Roses) après le concert du groupe à Miami ; l'interview est diffusée le 11 novembre 2011 aux États-Unis sur VH1 - la première qu'Axl ait donnée depuis de nombreuses années. 